# 旧当皮埃尔
旧当皮埃尔（法語：Le Vieil-Dampierre，法語發音：[lə vjɛj dɑ̃pjɛʁ]）是法国马恩省的一个市镇，位于该省东部，属于香槟沙隆区。

## 地理
旧当皮埃尔（48°58'54"N, 4°53'14"E）面积13.78 平方千米，位于法国大東部大區马恩省，该省份为法国东北部内陆省份，北起阿登省，西北接埃纳省，西南接塞纳-马恩省，南至奥布省，东南接上马恩省，东临默兹省。
与旧当皮埃尔接壤的市镇（或旧市镇、城区）包括：莱沙尔蒙图瓦、勒舍曼、埃克莱尔、埃庞斯、拉讷维尔欧布瓦、锡夫里-昂特。

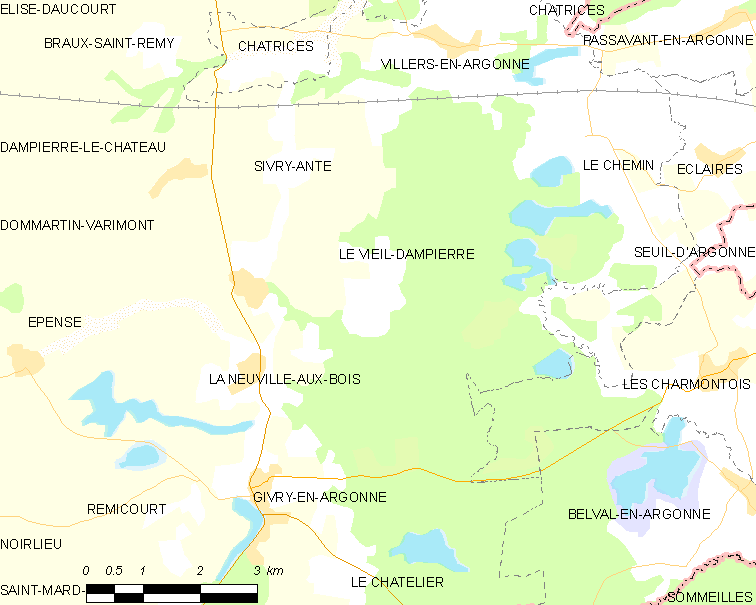
旧当皮埃尔的OSM定位图

旧当皮埃尔的时区为UTC+01:00、UTC+02:00（夏令时）。

## 行政
旧当皮埃尔的邮政编码为51330，INSEE市镇编码为51619。

## 政治
旧当皮埃尔所属的省级选区为阿戈讷-叙普-韦勒县。

## 人口

1962-2008年间旧当皮埃尔人口变化图示

旧当皮埃尔于2022年1月1日时的人口数量为106人。